# 湧川朝喬
湧川親方朝喬（わくがわうぇーかたちょうきょう、1712年3月24日 - 1785年4月16日）は、琉球王国の官僚。唐名は向邦鼎（しょう　ほうてん）を名乗った。
向氏湧川殿内と称される貴族家系に生まれる。後に、朝喬は向氏湧川殿内の11代目当主となり、領地として越来間切（現在の沖縄市の一部）を与えられた。尚宣威王の子孫でもあった。
1764年、湧川は読谷山王子朝憲と共に徳川家治の将軍襲職を祝う慶賀使として江戸へ派遣（江戸上り）され、翌年帰沖した。
1765年から1778年にかけて、三司官を務めた。1775年、共に三司官を務めた宮平良廷・与那原良矩、摂政の読谷山王子朝恒らと共に、琉球王府史上初となる成文法を提案した。この提案は尚穆王によって承認され、1786年に琉球科律として成立した。